# John Boxer
John Boxer (Londra, 25 aprile 1909 – Brighton, 22 agosto 1982) è stato un attore inglese.
Ha recitato in numerose serie TV e film, spesso non accreditato.

## Filmografia parziale

### Cinema
- Eroi del mare (In Which We Serve), regia di Noel Coward e David Lean (1942)
- The Halfway House, regia di Basil Dearden (1944)
- Prigioniero della paura (The October Man), regia di Roy Ward Baker (1947)
- Incantesimo nei mari del sud (The Blue Lagoon), regia di Frank Launder (1949)
- Berretti rossi (The Red Beret), regia di Terence Young (1953)
- Il ponte sul fiume Kwai (The Bridge on the River Kwai), regia di David Lean (1957)
- Frenzy, regia di Alfred Hitchcock (1972)
- Gandhi, regia di Richard Attenborough (1982)

### Televisione
- Colonnello March (Colonel March of Scotland Yard) – serie TV, episodio 1x05 (1956)